# Cesare Colliva
Cesare Colliva (Castel Bolognese, 11 aprile 1888 – Bologna, 15 maggio 1965) è stato un avvocato e politico italiano.

## Biografia
Si laureò in giurisprudenza nel luglio 1912 presso l'Università di Bologna, dopodiché intraprese la carriera forense vivendo nel capoluogo emiliano.
Durante la prima guerra mondiale Colliva si arruolò come volontario raggiungendo il grado di capitano e ottendendo una medaglia d'argento al valor militare.
Nel primo dopoguerra, una volta congedato, si dedicò alla politica venendo eletto come consigliere comunale di minoranza nelle votazioni del 1920 tra le file della lista antisocialista Ordine, Libertà, Lavoro. Il giorno d'insediamento della nuova giunta socialista, in quella che sarebbe passata poi alla storia come la strage di Palazzo d'Accursio, Colliva rimase ferito da alcuni colpi di pistola sparati nella sala del consiglio che causarono la morte del consigliere democratico radicale Giulio Giordani.
Dopo questi fatti aderì ai Fasci di combattimento e ricoprì incarichi di vertice in istituzioni amministrative, politiche e sindacali.
Dopo la caduta del ras Leandro Arpinati, fu nominato da Benito Mussolini Segretario federale di Bologna dal 10 ottobre 1934 al 25 giugno 1936.
Successore del commissario prefettizio Renato Pascucci, fu podestà di Bologna dal 10 luglio 1936 al 14 settembre 1939, quando si dimise. Dal 1935 e il 1936 divenne direttore del periodico fascista L'Assalto.